# Судавцова Валентина Савелівна
СУДАВЦО́ВА Валентина Савелівна (06. 03. 1946, м. Сквира, нині Білоцерківського р-ну Київської обл.) — 
фахівчиня фізико-хімічних наук, докторка хімічних наук (1993), професорка (1997), лауреатка премії імені Тараса Шевченка КНУ  імені Тараса Шевченка (2009), лауреатка Державної премії України в галузі науки і техніки (2012).

## Біографія
Валентина   Судавцова  народилася 6 березня 1946 року в місті Сквира, нині Білоцерківського р-ну Київської обл.)
У 1969 році закінчила хімічний факультет Київського національного університету ім.Т.Г.Шевченка.
1972 –закінчила аспірантуру кафедри фізичної хімії КНУ.
1975 - захистила кандидатську дисертацію «Изучение термодинамических свойств расплавов систем, применяемых в сварочном производстве».
У Київському національному університеті ім.Т.Г.Шевченка. Валентина Судавцова  працювала протягом 1975–2009  .
1992 –захистила  докторську дисертацію «Термодинамика двойных и многокомпонентных расплавов железа, никеля, меди». 1995 — професор кафедри фізичної хімії.
Через 14 років , з 2009 — провідний науковий співробітник Інституту проблем матеріалознавства НАНУ (Київ).

## Наукові інтереси
- Вивчення термодинамічних властивостей рідких металічних сплавів на основі заліза, міді, нікелю та алюмінію, важливих для металургії та зварювання. Розвиває матеріалознавчі дослідження, що проводяться спільно з ученими ряду НДІ НАН України, спрямовані на створення матеріалів, які можуть використовуватись в екстремальних умовах.
- Підготувала 4 кандидатів наук.
- Член спеціалізованої ради по захисту дисертацій з хімічних наук Київського національного університету.
- Працює з талановитими учнями МАН, Українського фізико-математичного ліцею при Київському національному університеті, які стають переможцями міжнародних олімпіад з хімії.
- Автор понад 350 наукових праць, у т.ч. 1 підручник, 4 навчальних посібника, 3 монографії.
- "Електрохімія" - Навчальний посібник, К., 2002 (у співавт.); "Основи матеріалознавства" - Навчальний посібник, К., 2006 (у співавт.); "Термодинаміка металургійних і зварювальних розплавів." Монографія. Ч.1–3. К., 2005 (у співавт.).

## Науковий   доробок
Наукові дослідження: термодинамічні властивості рідких металічних сплавів на основі заліза, міді, нікелю та алюмінію, важливих для металургії та зварювання; створення матеріалів із заданими властивостями, що можуть використовуватися в екстремальних умовах (високі тиски і температури, агресивні середовища тощо).

## Публікації
- Електрохімія: Навч. посіб. К., 2002;
- Термодинаміка металургійних і зварювальних розплавів. Ч. 1–3. К., 2005;
- Основи матеріалознавства: Навч. посіб. К., 2006;
- Исследование энтальпий смешения расплавов системы Mn–Sb и оценка зависимостей термодинамических свойств в системах Sb–элемент IV периода и Ni–элемент V периода // Современные проблемы физического материаловедения. Сер. Физико-химические основы технологии порошковых материалов. 2015. Вып. 24;
- Термодинамічні властивості сплавів системи Al–Er // Адгезия расплавов и пайка материалов. 2019. Вып. 52;
- Термодинамічні властивості і фазові рівноваги в сплавах системи Eu–Pb // Успіхи матеріалознавства. 2022. № 4–5;
- Термодинамічні властивості і фазові рівноваги у сплавах системи Pb–Yb // Український журнал природничих наук. 2023. Вип. 5 (усі — співавт.).

## Наукові відзнаки
- Лауреат премії імені Тараса Шевченка КНУ імені Тараса Шевченка (2009).
- Лауреатка Державної премії України в галузі науки і техніки (2012).